# Зеркаль Олена Володимирівна
Зеркаль Олена Володимирівна (часто вживається Лана Зеркаль; нар. 24 червня 1973, Київ) — українська дипломатка. Заслужений юрист України (2009). Колишня заступниця Міністра закордонних справ України з питань європейської інтеграції. Надзвичайний і Повноважний Посол (2016).

## Життєпис
Народилася 24 червня 1973 року в Києві. У 1998 році закінчила юридичний факультет Київського університету ім. Шевченка за спеціальністю «правознавство» та у 2008 році магістратуру факультету міжнародних відносин Інституту міжнародних відносин КНУ за спеціальністю «міжнародні економічні відносини». Володіє англійською та французькою мовами.
- Січень 1991 — лютий 1992 — лаборантка КНУ ім. Шевченка.
- Лютий 1992 — травень 1994 — секретар директора «Інсофттех»
- Травень 1994 — червень 2000 — юрисконсультка АТЗТ «Укрпобуттехніка»
- Грудень 2001 — січень 2005 — заступниця директора, директор Департаменту міжнародного права Міністерства юстиції України.
- Січень 2005 — квітень 2011 — директор Державного департаменту з питань адаптації законодавства Міністерства юстиції України.
- 2005 — очолювала делегацію України на конференції за участю представників Міністерств юстиції України та Польщі з питань європейської інтеграції[4].
- 2006 — член постійної українсько-литовської комісії з питань європейської інтеграції[5].
- 2007—2013 — член делегації України для участі у переговорах з ЄС щодо укладення Угоди про асоціацію між Україною та ЄС[6][7].
- 2008 — член делегації України в переговорах з Європейською комісією стосовно укладення Рамкової угоди між Україною та Європейським Співтовариством про загальні принципи участі України в програмах Співтовариства[8].
- 2010 — член делегації України в переговорах з Європейською комісією щодо змін до Угоди між Україною та ЄС про спрощення оформлення віз[9].
- Квітень 2011 — травень 2013 — директор Департаменту взаємодії з органами влади Міністерства юстиції України.
- З 2011 — член колегії Державної виконавчої служби України[10].
- 2012 — член Міжвідомчої Координаційної ради з питань побудови електронного реєстру пацієнтів Міністерства охорони здоров'я України[11].
- З 2012 — член колегії Державної реєстраційної служби України[12].
- 10 квітня 2013 — взяла участь у засіданні Комітету ВРУ з питань прав людини, національних меншин і міжнаціональних відносин, де доповідала на тему: «Збір та використання персональних даних про особу в контексті захисту прав людини»[13].

### Робота в МЗС України
З 20 серпня 2014 — 25 листопада 2019 — заступниця Міністра закордонних справ України, в обов'язки якої входили питання європейської інтеграції. Її називають одною зі співавторів Угоди про асоціацію[джерело?]. Брала участь у переговорах як щодо політичної, так й економічної частини Угоди, представляючи Міністерство юстиції України в переговорному процесі; представляла Україну в міжнародних судах у справах проти Росії та брала участь у тристоронніх переговорах про «зимові пакети» постачання російського газу до України у 2014—2016 роках.
З 6 по 9 березня 2017 року очолювала українську делегацію в Міжнародному суді ООН в Гаазі, де проходили громадські слухання за позовом України проти Росії: відшкодування збитків, заподіяних терактами за підтримки РФ (збитий рейс MH17 Малайзійських авіаліній, обстріли мирних жителів у Волновасі та Маріуполі, обстріл мирних жителів в Краматорську, теракт у Харкові тощо).
Після інавгурації Президента Зеленського у травні 2019 року з'явилась інформація про її призначення на посаду заступниці голови Адміністрації Президента, проте наступного дня відповідний Указ було скасовано.
28 листопада 2019-го подала заяву про відставку.

### Робота після відставки з держслужби
Із січня 2020 року Зеркаль була радницею тодішнього голови правління «Нафтогазу» Андрія Коболєва та представляла його у зв'язках зі зацікавленими сторонами (стейкголдерами). З 14 травня 2020-го очолювала організацію роботи та супровід захисту «Нафтогазу» в судах у суперечках з Газпромом та РФ. 26 травня 2021 року заявила, що завершила працювати в «Нафтогазі». За 14 місяців роботи в компанії «Нафтогаз» Зеркаль отримала 18 млн грн або близько 730 тис. доларів за тодішнім курсом.
Із 1 червня 2021 року — радниця Міністра енергетики України Германа Галущенка.

## Нагороди та звання
- Нагрудний знак Міністерства юстиції України «За заслуги» [Архівовано 5 березня 2016 у Wayback Machine.] (серпень 2012)
- Почесна грамота Кабінету Міністрів України (вересень 2004)
- Заслужений юрист України (серпень 2009)[29]
- Державна службовиця 5-го рангу (березень 2005)
- Державна службовиця 3-го рангу (квітень 2009)